# Автопневматичний вимикач

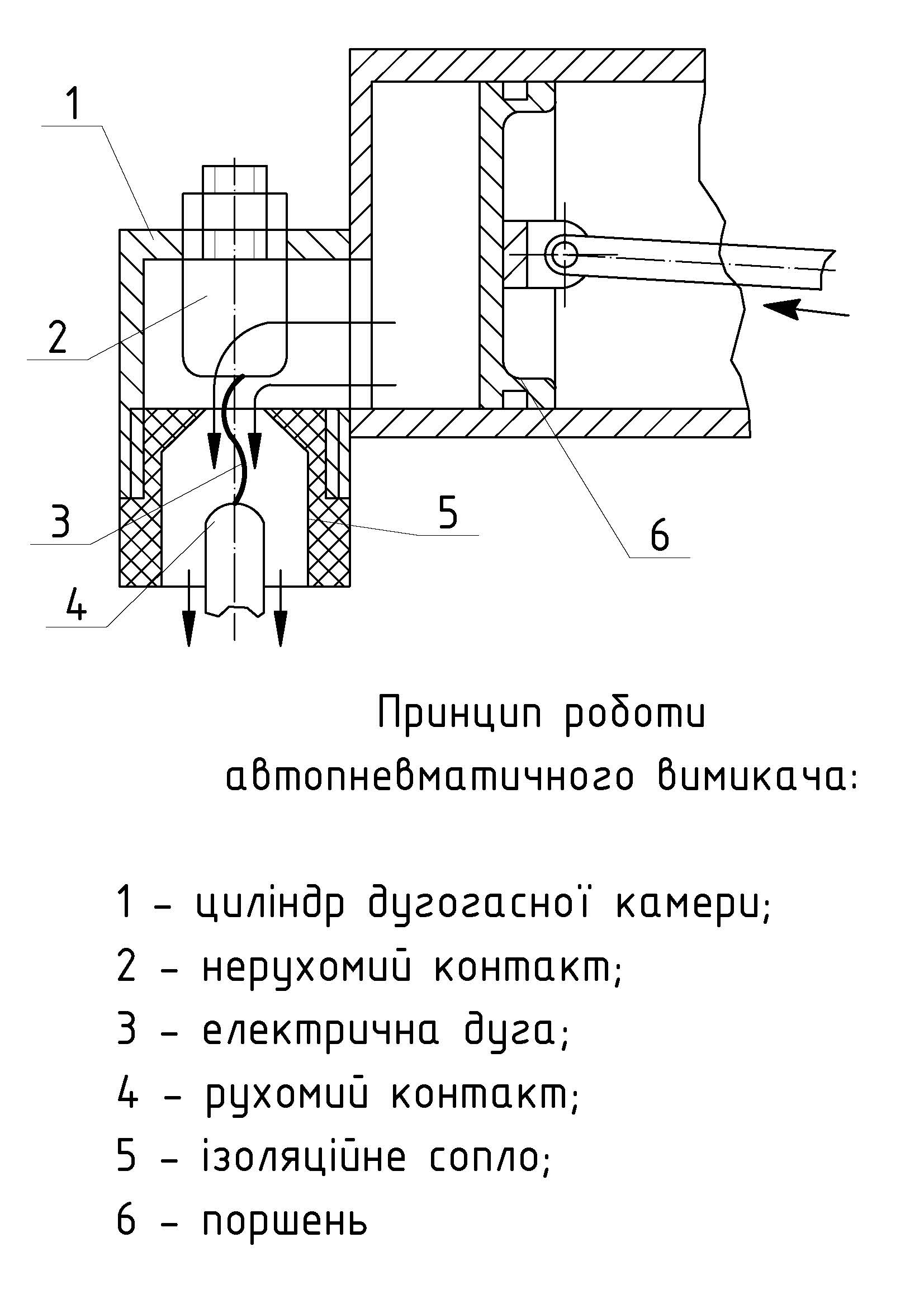
Принцип роботи автопневматичного вимикача

Автопневматичний вимикач — високовольтний вимикач, у якого гасіння електричної дуги здійснюється потоком стисненого повітря, створюваним поршневим пристроєм, що рухається одночасно з рухомим контактом.

## Принцип роботи
Принцип пристрою автопневматичного вимикача: нерухомий контакт  укріплений в циліндрі дугогасної камери, що має ізоляційне сопло, в отвір якого проходить рухомий контакт і поршень починають рухатися одночасно. До моменту виходу рухомого контакту з отвору сопла вихід повітря з камери закритий і камера створює підвищений тиск. Після виходу рухомого контакту з отвору сопла повітря, що нагнітається поршнем, починає витікати з камери, утворюючи поздовжнє дуття і гасячи дугу.

## Переваги та недоліки
Автопневматичний спосіб гасіння має таку перевагу, що не вимагає дорогої компресорної установки та резервуару стисненого повітря (ресивера) зі складною схемою пневматичного дуття і дозволяє отримати відносно прості та дешеві конструкції вимикачів. 
Однак при цьому способі гасіння не можна створити високий тиск (понад 2...6 МПа). Внаслідок цього сфера застосування автопневматичних вимикачів обмежується напругою 6~20 кВ і потужністю відключення 2-400 МВА. Вимикачі допускають до 25...30 циклів включень-вимкнень на годину.

## Литература
- Родштейн Л. А. «Электрические аппараты», Ленинград, 1981 г.